# قلعه اولو

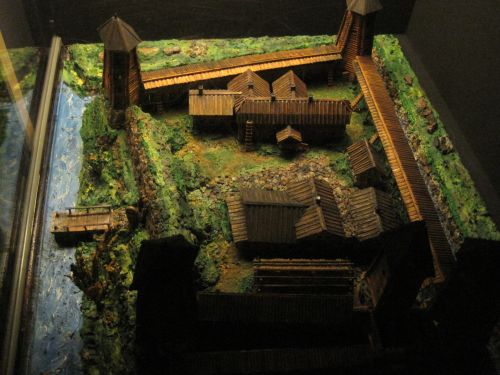
تصویری از قلعه چوبی اولو

قلعه اولو (سوئدی: Uleåborgs slott) یک قلعه دفاعی در اولو فنلاند بود. این قلعه در سال ۱۵۹۰ در جزیره ای در دلتای رودخانه اولو ساخته شده‌است. این قلعه بیشتر از چوب و دیوارهای خاکی ساخته شده بود. احتمالاً تا سال ۱۳۷۵ یک قلعه قرون وسطایی قبلی در این مکان وجود داشته‌است. روسی سوفیا کرونیکل گزارش می‌دهد که مردان ولیکی نووگورود در سال ۱۳۷۷ سعی کردند قلعه جدیدی را در دلتای رودخانه اولو فتح کنند اما شکست خوردند.
خرابه‌های امروزی جزیره لینانساری از قلعه‌ای باقی مانده‌است که حتی در سال ۱۶۰۵ به دستور شاه کارل نهم ساخته شد. وکالتنامه پادشاه در ۸ آوریل ۱۶۰۵ ابتدا دستور ساخت قلعه کایانی و سپس بازسازی قلعه اولو را صادر کرد. بنا به دستور قرار شد بناهای چوبی قدیمی تخریب و در اطراف جزیره بارویی با پناهگاه‌های آتش ساخته شود.
این قلعه در سال ۱۷۱۵ هنگامی که نیروهای روسی آن را در طول جنگ بزرگ شمالی سوزاندند به شدت آسیب دید. تخریب نهایی قلعه در ۳۱ ژوئیه ۱۷۹۳ در ساعت ۱۰:۴۵ شب رخ داد، زمانی که صاعقه یک صندوق باروت را مشتعل و بنا را تقریباً به‌طور کامل تخریب کرد.

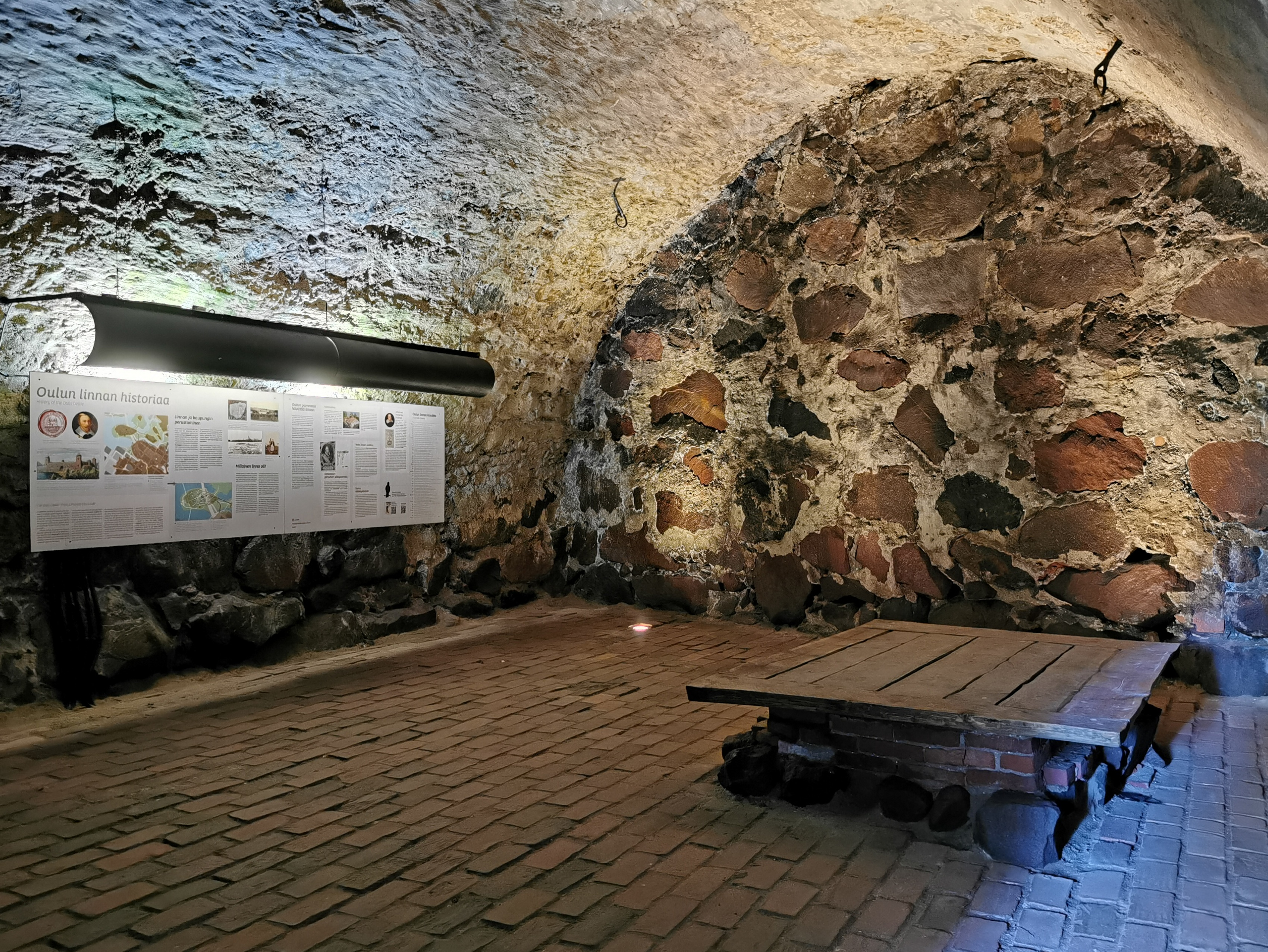
نمایشگاه کوچک قلعه اولو در سرداب

سازه‌های چوبی باقی مانده به سال ۱۸۷۵ بازمی‌گردد، زمانی که مدرسه نیروی دریایی اولو رصدخانه خود را در این مکان ساخت. این ساختمان از سال ۱۹۱۲ شامل یک نمایشگاه کوچک در مورد تاریخ قلعه و یک کافه تریا بوده‌است.

## منابع

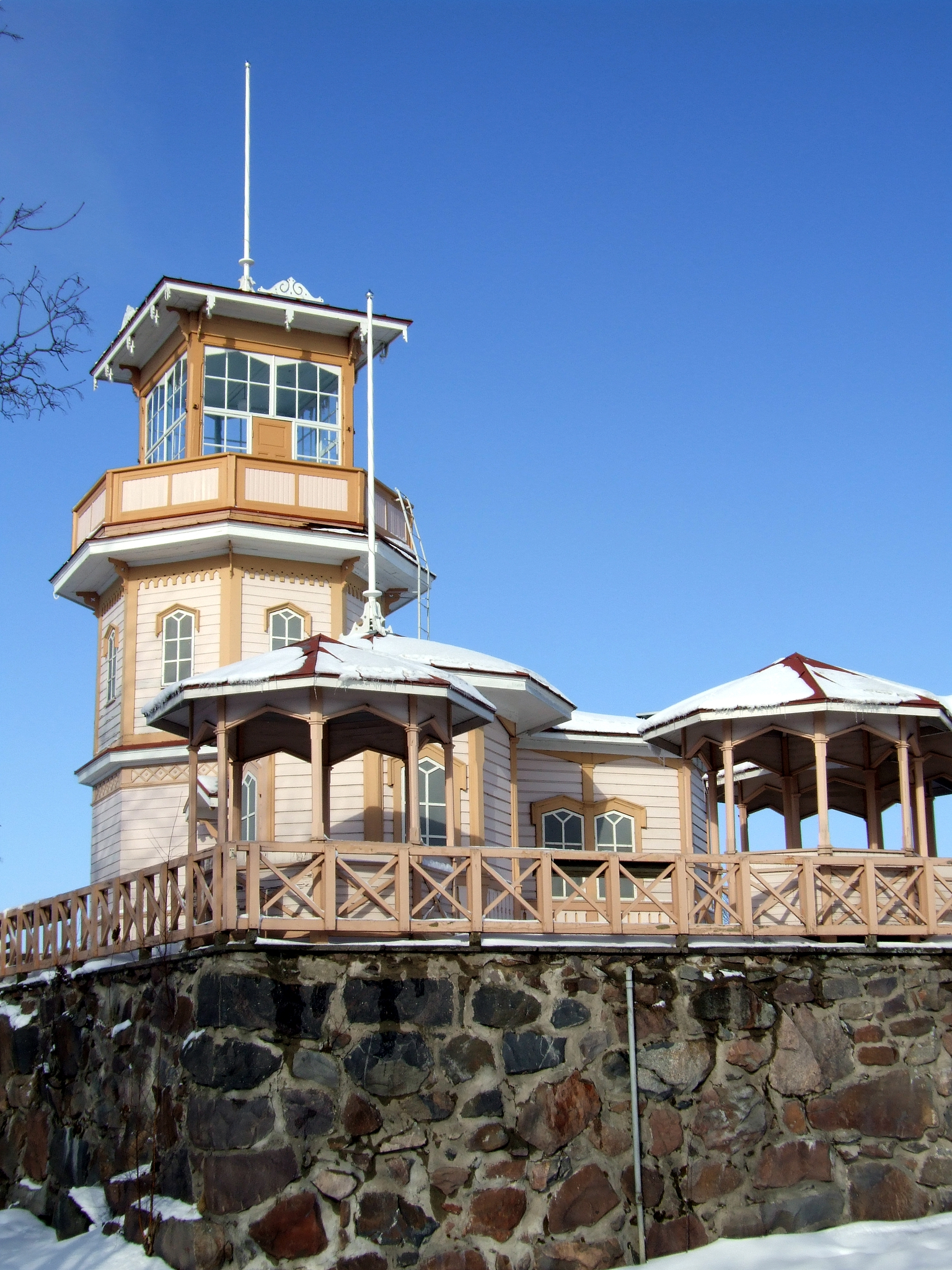
قلعه اولو امروزی، با یک رصدخانه سابق که بر روی باقیمانده خرابه‌ها ساخته شده‌است.